# Вихровка (Липецкая область)
Вихровка — деревня в Данковском районе Липецкой области. Входит в состав Бигильдинского сельсовета. Стоит на реке Дон. Население деревни в 2009 году составляло 15 человек (11 дворов), в 2015 году — 27 человек.

## География
Деревня находится на левом берегу реки Дон.

## Население
| 2010 |
| ---- |
| 25   |

## Инфраструктура
Личное подсобное хозяйство.

## Транспорт
Просёлочная дорога по мосту через Дон соединяет деревню с селом Бигильдино.